# Kramesbach
Der Kramesbach ist ein 5,171 Kilometer langer, orographisch linker Zufluss der Salm in der Eifel in Rheinland-Pfalz.
Das Wassereinzugsgebiet hat eine Größe von 3,971 Quadratkilometern, die Fließgewässerkennziffer ist 267476.
Der Kramesbach entspringt auf etwa 330 m ü. NHN südlich von Klausen-Krames auf der Gemarkungsgrenze zu Piesport. Er fließt dann durch Krames und mündet nach der Unterquerung der Bundesautobahn 1 auf etwa 140 m ü. NHN bei Esch in die Salm.